# 威廉·肖克利
威廉·肖克利（英語：William Shockley，1910年2月13日—1989年8月12日），出生於英国的美国物理学家和发明家，一生共获得50多项专利。
他和约翰·巴丁、沃尔特·布拉顿共同发明了電晶體。他并因此获得1956年的诺贝尔物理奖。1950年代至1960年代，他在推动電晶體商业化的同时，選擇到山景城開公司，造就了加利福尼亚州今天电子工业密布的硅谷地区。

## 生平
蕭克利在英國倫敦出生，父亲是美國人。1913年全家回到美国，他在加利福尼亞州長大並於1932年大學畢業於加州理工學院，1936年他獲得了麻省理工學院博士學位，他在麻省理工学院約翰·C·斯萊特教授的指导下学习，提交了一篇关于氯化鈉晶體內的電子密度函數的论文。同年，他加入贝尔电话实验室，在由C.J.Davidson博士领导的团队中工作，并在那里（短暂缺席战时服务等），直到1955年。1936-1955年期間他在貝爾實驗室工作，在第二次世界大战期间，他曾担任反潜作战研究小组的研究主任，1951年在美国陆军科学咨询办公室担任专家顾问，1958年在空军科学咨询委员会任职，1962年他成為美國國家科學院院士，他获得了宾夕法尼亚大学、罗格斯大学和古斯塔夫·阿道夫学院（明尼苏达州）的荣誉科学博士学位。1938年獲第一個專利“電子倍增放電器”。1948年與他人合作發明了電晶體。
1955年，他在加州山景城創立了「蕭克利實驗室股份有限公司」，聘用了很多年輕優秀的人才。但很快蕭克利個人的管理方法因其公司內部不合，八名主要員工（八叛逆）于1957年成立了快捷半導體公司，後來開發了第一塊積體電路。而蕭克利實驗室則每況愈下，兩次被轉賣後於1968年永久關閉。
蕭克利一共结过两次婚。第一任妻子简·贝利为其生了三个孩子，但这段婚姻以离婚告终。他的第二任妻子是艾美·兰宁。
1963年，他获得美国机械工程师学会霍利勋章。蕭克利於1963年開始任史丹佛大學教授。他於1989年因前列腺癌去世。

## 發明電晶體
1945年戰爭結束後不久，貝爾實驗室成立了一個固態物理學小組，由蕭克利和化學家斯坦利·摩根（Stanley Morgan）領導，其中包括約翰·巴丁、沃爾特·布拉頓、物理學家杰拉尔德·皮尔逊、化學家羅伯特·吉布尼（Robert Gibney）、電子專家希爾伯特·摩爾（Hilbert Moore）和一些技術人員。他們的任務是尋求一種固態器件來替代易碎的玻璃真空管放大器。它的首次嘗試是基於蕭克利關於使用半導體上的外部電場來影響其導電性的想法。這些實驗每次在各種配置和材料上均失敗。該小組一直處於停滯狀態，直到巴丁提出了一種引用表面態的理論，該理論阻止了電場穿透半導體。該小組改變了研究這些表面狀態的重點，他們幾乎每天開會討論工作。小組的融洽關係非常好，思想可以自由交流。
到1946年冬天，他們已經獲得了足夠的結果，巴丁將有關表面狀態的論文提交給《物理評論》。布拉頓開始進行實驗，以通過在半導體表面上照射明亮的光時進行的觀察來研究表面狀態。這導致了另外幾篇論文（其中一篇是與蕭克利合著的），它們估計表面態的密度足以解決他們失敗的實驗。當它們開始用電解質包圍半導體和導線之間的點接觸時，工作的步伐明顯加快。摩爾建立了一個電路，使他們可以輕鬆改變輸入信號的頻率。最終，當皮爾遜根據蕭克利的建議採取行動時，他們開始獲得一些功率放大的證據。肖特利建議，將電壓施加在穿過PN接面的硼酸乙二醇滴上。
貝爾實驗室的約翰·巴丁，威廉·蕭克利和沃爾特·布拉頓，1948年貝爾實驗室的律師很快就發現了蕭克利的場效應原理是可以預見的，基於該原理的設備由尤利烏斯·利林費爾德於1930年申請了專利，他於1925年10月22日在加拿大提交了類似MESFET的專利。儘管該專利看上去“易碎”（無法工作），但專利律師僅基於巴丁-布拉頓點接觸設計為其四項專利申請之一。其他三個（首先提交）由巴丁，吉布尼和布拉頓作為發明者研究了基於電解質的電晶體。
這些專利申請中都沒有蕭克利的名字。這激怒了蕭克利，他認為他的名字也應該在專利上，因為這項工作是基於他的場效應思想。他甚至努力使專利僅以他的名字書寫，然後將其意圖告訴了巴丁和布拉頓。
由於沒有被包括在專利申請中而感到震驚的蕭克利，秘密地繼續他自己的工作，以接面而不是點接觸為基礎製造另一種電晶體。他預計這種設計將更有可能在商業上可行。他認為，點接觸電晶體將被證明是脆弱且難以製造的。蕭克利還對點接觸電晶體的工作原理以及某些少數載流子注入的可能性的解釋不滿意。
1948年2月13日，另一位團隊成員約翰·N·夏夫建造了一個點接觸電晶體，在鍺的細楔形物的正反兩面都帶有青銅觸點，證明了電洞可以擴散到整個鍺中，而不僅僅是沿表面擴散。夏夫的發明激發了蕭克利發明接面型電晶體。幾個月後，他發明一種全新的，堅固得多的新型電晶體，其層或層“三明治”結構。這種結構一直被用於1960年代的所有電晶體的絕大部分，並發展成為雙極接面型電晶體。蕭克利後來承認，該團隊的工作是“合作與競爭的結合”。他還承認自己一直保密自己的工作，直到1948年夏夫的前進迫使他“亮明手牌”。蕭克利對他所謂的“三明治”電晶體進行了相當完整的描述，並於1949年4月7日獲得了第一份原理證明。
同時，蕭克利研究了他的巨著《半導體中的電子和空穴》和在1952年编辑了《近乎完美晶体的缺陷》。書集包括蕭克利關於漂移和擴散的批判性思想以及控制固態晶體中電子流動的微分方程。 還描述了蕭克利的二極體方程。這項開創性的工作成為其他科學家的參考書，他們致力於開發和改進電晶體以及基於半導體的其他器件的新變體。
這導致他發明「雙極接面型電晶體」，該發明在1951年7月4日的新聞發布會上宣布。